# Super Mario Bros.
Super Mario Bros. (poznata i kao Super Mario Brothers; često abrevirana SMB.) je platformska videoigra razvijena i izdana od japanske tvrtke Nintendo 1985. za Famicom i Nintendo Entertainment System, te 1987. u Europi. Potom arkadne videoigre Mario Bros. u 1983., prva je videoigra u svome Super Mario serijalu.
Iako nije prva u svojoj franšizi, Super Mario Bros. možda je najikoničnija. Njezina uspješnost je popularizirala cijeli žanr, uz njen sistem je pripisana kao glavni faktor u oživljavanju industrije potom Krize videoigara 1983., te je bila najprodavanija videoigra svih vremena s preko 40 milijuna kopija prodano preko 2 desetljeća dok je eventualno nije nadmašila Wii Sports.

## Igranje
Super Mario Bros. podijeljen je u 8 svjetova, svaki s četiri razine. Igrač preuzima kontrolu Marija, uz njegovog brata Luigija dostupnog kao drugog igrača. Zadnji nivo svakog svijeta (eng. World) odigrava se u temi dvorca, većina ostalih nadzemno ili na nebeskim visinama, uz nekoliko podzemno ili podvodno. Igra istica atletske sposobnosti protagonista.
Platformsku atmosferu upotpunjuje mnoštvo protivničke flote, koja uključuje NPC-eve inspirirane po kornjačama (Koopa Troopa), antropomorfnim gljivama (Goomba), karnivornim biljkama (Piranha Plant) te podvodnim lignjama (Blooper) i iskakajućim ribama (Cheep-cheep). Na putu prema cilju je raspršeno mnoštvo kovanica i korisnih nadogradaka u ciglenim ili [?] blokovima, koji predstavljaju nagrađujuće izazove igračima - Super Gljiva (Super Mushroom) koja visinu lika udvostruči da može direktno probiti ciglene blokove i po kojoj je "Super Mario" dobio prefiks "Super", Vatreni Cvijet (Fire Flower) koji se umjesto gljive dobije ako je protagonist već udvostručen te daje moć bacanja vatrenih kuglica (eng. Fire Balls), te Super Star (ili Starman) zvijezda koja protagonista privremeno učini nepovredivim pred neprijateljima.
Cilj igre možda je već i cliché među pričama: junak i dama-u-nevolji. Antagonist je glomazan Bowser, znatni Koopa King iliti kralj Koopa flote. Kroz prvih sedam svjetova dvorce brane impostori Bowsera, članovi flote pod njegovom magičnom preobrazbom. Porazom impostora Mario pronalazi Toade, prijateljsku rasu gljiva-humanoida, te porazom pravog Bowsera kraljicu njihovog kraljevstva, Princezu Peach.

## Razvoj
Razvoj Super Mario Bros. počeo je potom Miyamotovog i Tezukinog dizajniranja igrica Excitebike i Devil World, iz kojih su htijeli prenesti skrolanje zaslona i velike sprajtove radi isticanja između ostalih igara. Htijeli su napraviti igru koja bi bila kulminacija svih dotadašnjih NES kartridž igara. Igra se razvijala paralelno s The Legend of Zelda, koju ju također Shigeru Miyamoto predvodio s većinom istim timom, pa su neki elementi ovog tandema igara međusobno razmijenjeni.
Prije nego što li je bila Super Mario Bros., primaran cilj joj je bilo iskušavanje igranog lika kroz mnoštvo terena različitih tematika. Bio je i u namjeri dvostruko veći sprajt glavnog lika, a prototip ga je u početku imao kao 16×32px prazan četverokut, dok Takashi Tezuka kad je primjetio uspješne figure prodaje Mario Bros. na Famicomu nije predložio Marija za glavnog lika. Razvoj je ciljan da bude što jednostavniji, da bi igru uspjeli dovršiti pred novogodišnju blagdansku sezonu kupovine.

## Izdanja
Super Mario Bros. je prvotno izdana za Famicom 13. rujna 1985. u Japanu. Kasnije iste godine je izdana za Sjevernu Ameriku, ali se o točnom datumu dosta raspravljalo s nekoliko izvora koji su sugerirali u vremenskom periodu između studenog 1985. i rane 1986., dok je Nintendo u kasnijim reizdanjima označio datum 18. listopada 1985. Izdana je u nekim regijama Europe u lipnju 1986. te u većini zemalja tek u rujnu 1987. (uključujući UK i Francusku), dok se uglavnom unikatno citira 15. svibnja 1987. Dominantnost kućnih računala na europskom tržištu nebi ubijedila tek s tehnologijom, ali svojim doživljajem. Nintendo u to vrijeme nije imao podružnice u Europi i Australiji pa su za to bili odgovorni lokalni distributeri.
Od 1998. igra se mogla naći na dijeljenom kartridžu s Duck Hunt te repakirana u posebnom Action Setu koji je uključivao još NES konzolu i Zapper svjetlosni pištolj s kojim se Duck Hunt može igrati; ovaj set je postao pretežno prodavan u SAD-u s milijunima kopija. Nekoliko sličnih setova je došlo sljedećih godina, a u Europi je 1998. igra pakirana s Nintendo World Cup i Tetrisom većinom u kompilaciji s NES-101 modelom.
Kasnije je portirana na 2 arkadne mašine, Nintendo PlayChoice-10 te kao teža verzija VS. Super Mario Bros., u Japanu na Famicom Disk System te u licensiranoj izmijenjenoj specijalnoj verziji za radio program All Night Nippon Super Mario Bros. Mnogo preobradi bi se napravilo, uključujući Super Mario Bros. Special na NEC PC-8801 od Hudson Softa, istoimeno na Game & Watch, u kompilaciji Super Mario All-Stars za SNES te kasnije portiranoj za Wii, kao Super Mario Bros. Deluxe na Game Boy Color, u obljetničnoj kolekciji NES igara za Game Boy Advance, te kao demo ili manje verzije na nekoliko drugih platformi ili kolekcija. Emulirana originalna verzija je moderno dostupna na NES: Classic Edition reinačici konzole, Virtual Console te Nintendo Switch Online servisima.

## Recepcija
Super Mario Bros. postala je izuzetno uspješna. Postavila je temelje žanra platformskih videoigara - gaming tiskovi su je prvotno uspoređivali s avanturističkim, arkadnim i akcijskim igrama tih vremena. Iako je sažeto u akcijsko-avanturistički žanr, novo ime "platformskog" žanra je prevladalo, te su ga prikupili i njeni precedenti sve do Donkey Kong iz 1981.
Nešto prije nego što je Nintendo 1987. službeno ušao na europsko tržište videoigara i izdao Super Mario Bros. i NES, CEO njemačkog studija razvoja videoigara Rainbow Arts, Marc Ulrich, zapazio je i svidio prominenciju igre. Mislio je da već naveliko dostupna kućna računala, no čije videoigre su bile mnogo jednostavnije i nisu tako dobro izgledale, trebaju igru kao ovu i uvidio priliku. Regrutirao je tročlani tim znan kao Time Warp Productions da razvije The Great Giana Sisters. Igra bi izašla u svibnju 1987. godine nakon 6 mjeseci razvoja, za Commodore 64, te sljedeće godine Amigu, Amstrad CPC i Atari ST. Kasnije je izdana i u SAD-u, ali vrlo nakratko i igra se kompletno povukla s tržišta, bez ikakve parnice; uglavnom se pretpostavlja da je na to Nintendo izravno utjecao.
Computer Entertainer / Video Game Update časopis objavljen u 1986. je jedina publikacija koja je dočekala Super Mario Bros. neposredno po izdanju u regiji SAD-a. Dvije recenzentice magazina su hvalile njenu opsežnost, ljupku i komičnu grafiku te žustri zvuk. Uz takvu temeljitost igre, naveli su da je neophodna vlasnicima konzole. Njemački časopis Happy Computer su je isto hvalili, ali prezentirali grafiku i zvuk kao manje spektakularni; da je igra jedna od najviše raznolikih i gripoznih igara vještina - mnogo razigranih detalja i jedinstvenih nivoa.
Retrospektivno kritike igre su ekstremno pozitivne, s puno njih koji je vrbovaju kao jednu od najboljih igara svih vremena. Nintendo Power je pripisuje kao četvrtu najbolju NES igru, opisujući ju kao igru koja je započela modernu eru videoigara, te "Shigeru Miyamotovo remek-djelo."

## Nasljeđe
Uspješnost Super Mario Bros. dovela je do razvoja mnogo nastavaka franšize i uzemljila Nintendo u lidera industrije videoigara za mnogo godina, te je Mario postao Nintendova maskota. Daljnja uspješnost nastavaka i novih konzola dogurala je lik Maria u kulturnu ikonu; jedna studija 1990. u SAD-u je sugerirala da je više djece bilo upoznato s Mariom nego Miki Mausom. Popularni World 1-1, prvi nivo igrice, te njena melodija postali su ikonični serijalu, ali i industriji igara u cijelosti.
Inspirirala je mnogo proizvoda i u ostalom medijumu. Crtani film Super Mario Bros.: Velika misija spašavanja princeze Peach (kasnije i manga) je sagledan kao prvi dugometražni film izravno temeljen na videoigri. Animirana serija The Super Mario Bros. Super Show! je u Sjevernoj Americi ekranizirana u 1989. i 1990. Još dvije animirane serije napravljene po nastavcima ove igre Super Mario Bros. 3 i Super Mario World ekranizirane su čak i u Hrvatskoj na HRT-u (2001.) i RTL Kockici (2015.).

## Vanjske poveznice
- HCL.hr: Super Mario Bros. – princeza ti je u drugom dvorcu - ukratko o povijesti razvoja, objava na 34. obljetnicu.
- Super Mario Bros. trikovi na TASVideos.org  Arhivirana inačica izvorne stranice od 10. lipnja 2006. (Wayback Machine)